# Брунелло, Марина
Марина Брунелло (итал. Marina Brunello; род. 16 июня 1994, Роньо) — итальянская шахматистка, гроссмейстер среди женщин (2016).

## Биография
В 2008 году победила на женском чемпионате Италии по шахматам и в возрасте 14 лет, 2 месяцев и 15 дней стала самой молодой чемпионкой во всей истории турниров. В 2011 году в Реджо-нель-Эмилии была третьей на международном женском турнире «Torneo di Capodanno» (победила Софико Гурамишвили).
Представляла Италию на шести шахматных олимпиадах (2006—2016) и на четырёх командных чемпионатах Европы по шахматам (2009—2015), где в индивидуальном зачёте завоевала бронзовую (2015) медаль.